# Дример, Томми
Томас Джеймс Лафлин (англ. Thomas James Laughlin, род. 13 февраля 1971, Йонкерс, Нью-Йорк) — американский рестлер и промоутер, известный под псевдонимом Томми Дример (англ. Tommy Dreamer). Основатель, владелец и рестлер независимого рестлинг-промоушна House of Hardcore.
Дример наиболее известен по выступлениям в Extreme Championship Wrestling (ECW) в 1990-х и начале 2000-х годов и в World Wrestling Entertainment (WWE) (ранее World Wrestling Federation (WWF)), в основном с 2001 по 2010 год. За это время он стал обладателем множества чемпионских титулов, включая титул чемпиона мира в тяжелом весе ECW (который он удерживал дважды, будучи единственным человеком, завоевавшим этот титул как в оригинальном ECW, так и в бренде WWE ECW).
Дример также выступал в таких известных промоушенах, как Impact Wrestling, Ring of Honor (ROH) и AAA. После ухода из WWE в 2010 году Дример присоединился к Impact Wrestling (тогда известному как Total Nonstop Action Wrestling) и был частью группировки, вдохновленной ECW, известной как EV 2.0. В 2012 году Дример основал свой собственный рестлинг-промоушен под названием House of Hardcore, названный в честь бывшей одноименной школы рестлинга ECW. С тех пор Дример периодически появлялся в WWE в 2012, 2015 и 2016 годах, а также выступал в независимых компаниях.

## Личная жизнь
Лафлин имеет ирландское и итальянское происхождение.
12 октября 2002 года в Lake Isle Country Club в Истчестере, Нью-Йорк, Лафлин женился на Трисе Хейс, известной как рестлер/менеджер ECW Бейла Макгилликатти, с которой у него впоследствии родились девочки-близнецы от нее, Брианна Лафлин и Кимберли Лафлин.
На подкасте «Искусство рестлинга» в ноябре 2011 года Дример сказал ведущему Кольту Кабане, что его семья «связана» с нью-йоркской мафией.
После одного из первых матчей в Бруклине, на котором присутствовали десятки его местных родственников, на него напал сзади и избил Билл ДеМотт, выступавший в то время под именем Сладкий Уильям. Не зная о сценарном характере рестлинга, несколько его родственников у ринга пришли в ярость. Его дедушка перепрыгнул через перила и попытался отбиться от охранников. Его тетя сказала ДеМотту, когда он проходил мимо, что она «наложит на него руку». Недоразумение было мирно разрешено.

## Титулы и достижения
- Pro Wrestling Illustrated
  - PWI ставит его под №28 в списке 500 лучших рестлеров 2000 года
- Border City Wrestling
  - BCW Can-Am Heavyweight Championship (2 раза)
  - BCW Can-Am Tag Team Championship (1 раз) — с Новой
- Century Wrestling Alliance
  - CWA Heavyweight Championship (1 раз)
- Eastern Championship Wrestling / Extreme Championship Wrestling
  - Чемпион мира в тяжелом весе ECW (1 раз)
  - Мировой командный чемпион ECW (3 раза) — с Джони Ганном (1), Рейвеном (1) и Масато Танакой (1)
  - Зал Славы Хардкора
- International World Class Championship Wrestling
  - IWCCW Tag Team Championship — вместе с G.Q. Madison
- International Wrestling Association
  - IWA Hardcore Championship (1 раз)
- KYDA Pro Wrestling
  - KYDA Pro Heavyweight Championship (1 раз)
- World Wrestling Federation / World Wrestling Entertainment
  - Чемпион ECW (1 раз) Томми стал единственным человеком который владел и оригинальным и новым титулом ECW[2]
  - Хардкорный Чемпион WWE (14 раз)[3]